# Never Gonna Cry Again
Never Gonna Cry Again è il primo singolo estratto dall'album di debutto del gruppo musicale britannico Eurythmics In the Garden, del 1981.

## Descrizione
Ottenne poco successo commerciale, solo la posizione numero sessantatré nel Regno Unito, rispetto ai precedenti successi di Annie Lennox e David A. Stewart con i The Tourists.
Fu prodotto dagli Eurythmics insieme a Conny Plank.
Musicalmente, "Never Gonna Cry Again" è un brano malinconico. Contiene un assolo di flauto eseguito da Annie Lennox, una delle poche volte che Lennox usò quello strumento nella sua carriera pop, pur avendo studiato al prestigioso Royal College of Music di Londra. La canzone è anche basata su una linea di basso in stile reggae, una caratteristica musicale che numerose band new wave sperimentarono al momento.
Il singolo di B-side, "Le Sinistre", è un pezzo sperimentale, con arrangiamenti musicali simili a quelli usati in colonne sonore di film horror.

## Il videoclip
Il singolo fu accompagnato da un videoclip musicale, strumento di promozione mediatica che contribuirà significativamente alla carriera degli Eurythmics, il cui soggetto era la Annie Lennox che camminava su una spiaggia indossando un vestito rosso (alcune delle riprese sono presenti all'interno del videoalbum Sweet Dreams durante il brano Jennifer).
Alcuni fotogrammi del video furono utilizzati per l'artwork dell'album, mentre sulla copertina del singolo compare un quadro che ritrae una Lennox in stile gargoyle. 
A partire dal 2007 questo videoclip risulta disponibile solo su internet.

## Classifiche
| Classifica (1981) | Posizione massima |
| ----------------- | ----------------- |
| Regno Unito       | 63                |